# Palaeocoprina longinotum
Palaeocoprina longinotum är en tvåvingeart som beskrevs av Marshall 1998. Palaeocoprina longinotum ingår i släktet Palaeocoprina och familjen hoppflugor. Inga underarter finns listade i Catalogue of Life.